# Straight Outta Compton (film)
Straight Outta Compton is een Amerikaanse biografische dramafilm uit 2015 over de hiphopgroep N.W.A.
De titel is afkomstig van de naam van hun debuutalbum en het gelijknamige nummer op dat album. 
De film is geregisseerd door F. Gary Gray en onder anderen O'Shea Jackson jr. (die zijn vader, Ice Cube, speelde), Corey Hawkins, Jason Mitchell en Paul Giamatti spelen erin mee.
De leden van N.W.A waren betrokken in het maken van de film, de film werd onder andere geproduced door Ice Cube, Dr. Dre en de weduwe van Eazy-E. De andere groepsleden MC Ren en DJ Yella waren creative consultants.
De film werd uitgebracht op 14 augustus 2015, werd positief onthaald door zowel het publiek als de critici en bracht wereldwijd $ 201,6 miljoen op De film ontving ook een Oscarnominatie voor beste origineel scenario.

## Rolverdeling
| Acteur             | Personage    |
| ------------------ | ------------ |
| O'Shea Jackson jr. | Ice Cube     |
| Corey Hawkins      | Dr. Dre      |
| Jason Mitchell     | Eazy-E       |
| Aldis Hodge        | MC Ren       |
| Neil Brown jr.     | DJ Yella     |
| Paul Giamatti      | Jerry Heller |
| Marlon Yates jr.   | D.O.C.       |
| R. Marcos Taylor   | Suge Knight  |
| Carra Patterson    | Tomica       |
| Alexandra Shipp    | Kim          |
| Elena Goode        | Nicole       |
| Keith Powers       | Tyree        |
| Demetrius Grosse   | Rock         |